# Kovačko zavarivanje
Kovačko zavarivanje je najstarija vrsta zavarivanja metala, kada se krajevi dva dijela koje želimo zavariti (spojiti) zagriju u kovačkoj vatri do bijelog usijanja i ako je potrebno pospu određenim prahom (pijeskom) za “čišćenje". Čekićanjem spoja istiskuju se s dodirnih površina rastaljeni oksidi ili troska, te se sučeljavaju čiste metalne površine kada počinju djelovati međuatomske sile dvaju dijelova i dolazi do čvrstog zavarenog spoja.
Najbolji mačevi iz čelika u srednjem vijeku bili su rađeni iz niskougljičnog čelika, a na njihove rubove su kovački zavarivane (udarcima čekića u toplom stanju) oštrice (trake) od visokougljičnog čelika (1,0 – 2,1% C), koje su uz određenu toplinsku obradu davale tvrde, čvrste i oštre bridove. Mačevi, vrhovi strijela i koplja, bodeži i drugo oružje kod kojih su primjenjivali kovačko zavarivanje bili su poznati u Grčkoj, Franačkoj državi, Kini, Japanu, Indoneziji, te u Siriji. Poznata je tehnika spajanja traka iz različitih vrsta željeznih materijala kovanjem kao "damasciranje" (od Damask - Sirija), a u cilju postizanja posebnih dobrih svojstava za mačeve i puške. I za današnji stadij razvoja tehnike ova tehnologija izrade dijelova iz kompozitnih materijala kovačkim zavarivanjem je interesantna.
Prvi zapisi (Herodot) o kovačkom zavarivanju željeza u staroj Grčkoj govore da je zavarivanje korišteno u 6. stoljeću pr. Kr., za izradu postolja posuda. Zavarivanje se razvijalo kao sastavni dio vještina kovača, zlatara i ljevača pri izradi oruđa za rad, oružja, posuda, nakita i građevina (ograde, vrata, mostovi, okovi, rešetke na prozorima).